# مقاطعة جيفيرسون (تكساس)
مقاطعة جيفيرسون (بالإنجليزية: Jefferson  County)‏ هي إحدى المقاطعات في ولاية تكساس، الولايات المتحدة الأمريكية، يبلغ عدد سكانها 252,273 نسمة طبقا لإحصاء عام 2010 .

موقع المقاطعة في ولاية تكساس